# Horner-Schema
Das Horner-Schema (nach William George Horner) ist ein Umformungsverfahren für Polynome, um die Berechnung von Funktionswerten zu erleichtern. Es kann genutzt werden, um die Polynomdivision sowie die Berechnung von Nullstellen und Ableitungen zu vereinfachen.

## Definition
Zu einem Polynom {\displaystyle p(x)=b_{0}+b_{1}x+b_{2}x^{2}+\dotsb +b_{n}x^{n}} vom Grade {\displaystyle n} aus einem beliebigen Polynomring ist das Horner-Schema definiert als:
{\displaystyle p(x)=(\dotso (b_{n}x+b_{n-1})x+\dotsb )x+b_{0}.}

## Funktion des Hornerschemas

### Rechenvorteile
Bei Polynomen in der klassischen Schreibweise müssen die Potenzen {\displaystyle a^{2}}, {\displaystyle a^{3}} usw. errechnet werden, wenn der Funktionswert an einer Stelle {\displaystyle x=a} errechnet werden soll. Im umgeformten Polynom nach dem Horner-Schema kommen keine Potenzen, sondern nur noch Multiplikation und Addition vor. Die Berechnung wird beschleunigt, weil weniger Multiplikationen nötig sind: Deren Anzahl wird durch die Anwendung des Horner-Schemas auf fast die Hälfte reduziert.
In der klassischen Schreibweise sind {\displaystyle 2n-1} Multiplikationen bei einem Polynom vom Grad {\displaystyle n} nötig:
- {\displaystyle n-1} Multiplikationen zur Bildung der Potenzen {\displaystyle x^{2},\,x^{3},\dotsc ,x^{n}};[2]
- weitere {\displaystyle n} Multiplikationen zur Multiplikation der Potenzen {\displaystyle x,\,x^{2},\,x^{3},\dotsc ,x^{n}} mit ihren Koeffizienten.

Insgesamt benötigt man deshalb {\displaystyle 2n-1} Multiplikationen für die Berechnung.
Im Hornerschema hingegen kommt man mit {\displaystyle n} Multiplikationen aus.
Die Zahl der – rechnerisch weniger aufwändigen – Additionen ist in beiden Fällen gleich, nämlich {\displaystyle n}.

### Verfahren
Durch fortgesetztes Ausklammern der freien Polynomvariablen {\displaystyle x} wird das Polynom als Schachtelung von Produkten und Summen dargestellt.

### Beispiel
Das folgende Beispiel illustriert den geringeren Rechenaufwand beim Hornerschema:
{\displaystyle 2x^{4}-4x^{3}-5x^{2}+7x+11\;=\;(((2\cdot x-4)\cdot x-5)\cdot x+7)\cdot x+11}
In der klassischen Darstellung (linke Seite) werden zusätzlich zu den Additionen, Subtraktionen und Multiplikationen noch drei Potenzen gebildet, die durch die Verwendung des Horner-Schemas (rechte Seite) von den Multiplikationen erfasst werden und somit wegfallen. Bei Wiederverwendung der Zwischenergebnisse spart man sich dadurch drei Multiplikationen.

### Anwendung
In der Analysis müssen häufig die Werte eines Polynoms und seiner Ableitung berechnet werden: Sei es, um eine Nullstelle zu bestimmen, eine Kurvendiskussion durchzuführen oder um einen Graphen zu skizzieren.
Die hier dargestellte Form eignet sich besonders gut für die Berechnung in der umgekehrten polnischen Notation (UPN).
Zwischen 1975 und 2003 wurde die Einkommensteuer in der BRD nach dem Horner-Schema berechnet, um Rundungsfehler bei der Kalkulation mit elektronischen Taschenrechnern oder Computern zu vermeiden und damit die Rechtssicherheit zu gewährleisten.

## Tabellarische Schreibweise des Hornerschemas

### Herleitung
Betrachten wir nochmals obiges Beispiel und setzen:
| {\displaystyle \alpha \;:=}   | {\displaystyle \;\;2}                                                          |
| {\displaystyle \beta \;:=}    | {\displaystyle \;\,\;2\cdot x-4=\alpha \cdot x-4}                              |
| {\displaystyle \gamma \;:=}   | {\displaystyle \;\;(2\cdot x-4)\cdot x-5=\beta \cdot x-5}                      |
| {\displaystyle \delta \;:=}   | {\displaystyle \;((2\cdot x-4)\cdot x-5)\cdot x+7=\gamma \cdot x+7}            |
| {\displaystyle \epsilon \;:=} | {\displaystyle (((2\cdot x-4)\cdot x-5)\cdot x+7)\cdot x+11=\delta \cdot x+11} |

Nun überträgt man die Koeffizienten, die Zwischenprodukte und Teilsummen in eine dreizeilige Tabelle, wobei in die
erste Zeile die Koeffizienten eingetragen werden. In die dritte Zeile kommen die Teilsummen. Dabei wird der erste Koeffizient des Polynoms direkt übernommen. Die zuvor berechnete Teilsumme multipliziert mit {\displaystyle x} ergibt dann den nächsten Summanden, den man dann in die zweite Zeile unter den folgenden Koeffizienten einträgt.
So erhält man nach und nach das folgende Rechenschema:
| {\displaystyle {\,2}}               |                           |                           |                           | {\displaystyle {\,-4}}                |                           |                           |                           | {\displaystyle {\,-5}}                |                           |                           |                           | {\displaystyle {\,7}}                  |                           |                           |                           | {\displaystyle {\,11}}                    |
| {\displaystyle {\Bigg \downarrow }} |                           |                           |                           | {\displaystyle +}                     |                           |                           |                           | {\displaystyle +}                     |                           |                           |                           | {\displaystyle +}                      |                           |                           |                           | {\displaystyle +}                         |
| {\displaystyle {\Bigg \downarrow }} |                           |                           |                           | {\displaystyle \,\alpha x}            |                           |                           |                           | {\displaystyle \,\beta x}             |                           |                           |                           | {\displaystyle \,\gamma x}             |                           |                           |                           | {\displaystyle \,\delta x}                |
| {\displaystyle {\Bigg \downarrow }} |                           |                           | {\displaystyle \nearrow } | {\displaystyle \mid }                 |                           |                           | {\displaystyle \nearrow } | {\displaystyle \mid }                 |                           |                           | {\displaystyle \nearrow } | {\displaystyle \mid }                  |                           |                           | {\displaystyle \nearrow } | {\displaystyle \mid }                     |
| {\displaystyle {\Bigg \downarrow }} |                           | {\displaystyle \cdot {x}} |                           | {\displaystyle {=}}                   |                           | {\displaystyle \cdot {x}} |                           | {\displaystyle {=}}                   |                           | {\displaystyle \cdot {x}} |                           | {\displaystyle {=}}                    |                           | {\displaystyle \cdot {x}} |                           | {\displaystyle {=}}                       |
| {\displaystyle {\Bigg \downarrow }} | {\displaystyle \nearrow } |                           |                           | {\displaystyle \downarrow }           | {\displaystyle \nearrow } |                           |                           | {\displaystyle \downarrow }           | {\displaystyle \nearrow } |                           |                           | {\displaystyle \downarrow }            | {\displaystyle \nearrow } |                           |                           | {\displaystyle \downarrow }               |
| {\displaystyle {\,2=\alpha }}       |                           |                           |                           | {\displaystyle {\,\alpha x-4=\beta }} |                           |                           |                           | {\displaystyle {\,\beta x-5=\gamma }} |                           |                           |                           | {\displaystyle {\,\gamma x+7=\delta }} |                           |                           |                           | {\displaystyle {\,\delta x+11=\epsilon }} |

### Beispiel
Die Berechnung des obigen Polynoms für {\displaystyle x=2} mit Hilfe des Horner-Schemas stellt sich wie folgt dar:
|   | 2 | −4 | −5 | 7   | 11 |
| 2 |   | 4  | 0  | −10 | −6 |
|   | 2 | 0  | −5 | −3  | 5  |

Den Wert, für den man das Polynom berechnen möchte, schreibt man dabei zur Erinnerung üblicherweise in die mittlere Zeile vor das Schema, die erste Zahl der oberen Zeile schreibt man auch in die untere Zeile. Anschließend multipliziert man diese Zahl mit dem Wert, für den man das Polynom berechnen möchte, schreibt das Ergebnis in die mittlere Zeile der zweiten Spalte, addiert die beiden Werte der zweiten Spalte und schreibt das Ergebnis in die untere Zeile. Anschließend wird wiederholt die Spaltensumme aus der unteren Zeile mit dem Wert, für den man das Polynom berechnen möchte, multipliziert und das Ergebnis in die mittlere Zeile der nächsten Spalte geschrieben, die Spalte addiert usw. Die letzte Zahl (hier fünf) ist das Endergebnis.
Für {\displaystyle x=5} ergeben sich jedoch wesentlich höhere Zwischenergebnisse:
|   | 2 | −4 | −5 | 7   | 11  |
| 5 |   | 10 | 30 | 125 | 660 |
|   | 2 | 6  | 25 | 132 | 671 |

## Anwendungsmöglichkeiten des Hornerschemas

### Umwandlung zwischen verschiedenen Zahlensystemen
Unsere vertraute Darstellung von Zahlen im dezimalen Stellenwertsystem ist nichts anderes als eine verkürzte Schreibweise für besondere Polynome, nämlich Polynome mit der Basis {\displaystyle x=10}. Das Gleiche gilt für alle anderen Stellenwertsysteme, beispielsweise das Binärsystem. Dort ist {\displaystyle x=2}. Wir können uns das Horner-Schema zunutze machen, um Zahlen aus jedem anderen Stellenwertsystem in das Dezimalsystem umzuwandeln, und umgekehrt.

#### Umwandlung ins Dezimalsystem
Beispiel: Die Binärzahl 110101 soll in das Dezimalsystem umgewandelt werden. Wie lautet die sich ergebende Dezimalzahl {\displaystyle d}?
Wir schreiben 110101binär als Polynom:
{\displaystyle P_{110101}(x)=1\cdot x^{5}+1\cdot x^{4}+0\cdot x^{3}+1\cdot x^{2}+0\cdot x^{1}+1\cdot x^{0}}
so ist
{\displaystyle \mathrm {d} =P_{110101}(2)=1\cdot 2^{5}+1\cdot 2^{4}+0\cdot 2^{3}+1\cdot 2^{2}+0\cdot 2^{1}+1\cdot 2^{0}}
Nach dem Horner-Schema:
{\displaystyle \mathrm {d} =((((1\cdot 2+1)\cdot 2+0)\cdot 2+1)\cdot 2+0)\cdot 2+1}
Wir brauchen das nun nicht in einem Zuge auszurechnen, sondern können schrittweise vorgehen. Jeder Schritt besteht aus einer Multiplikation mit 2 und einer Addition. Der Übersicht halber schreiben wir die Schritte untereinander und notieren die Zwischenergebnisse:
{\displaystyle {\begin{matrix}d_{0}&=&&&&&1&&{\text{(1. Ziffer)}}\\d_{1}&=&d_{0}\cdot 2+1&=&1\cdot 2+1&=&3&&{\text{(2. Ziffer)}}\\d_{2}&=&d_{1}\cdot 2+0&=&3\cdot 2+0&=&6&&{\text{(3. Ziffer)}}\\d_{3}&=&d_{2}\cdot 2+1&=&6\cdot 2+1&=&13&&{\text{(4. Ziffer)}}\\d_{4}&=&d_{3}\cdot 2+0&=&13\cdot 2+0&=&26&&{\text{(5. Ziffer)}}\\d_{5}&=&d_{4}\cdot 2+1&=&26\cdot 2+1&=&53&&{\text{(6. Ziffer)}}\\\mathbf {d} &=&d_{5}&&&=&\mathbf {53} \\\end{matrix}}}
Wir haben unsere gesuchte Dezimaldarstellung gefunden.
Verallgemeinert lautet das Verfahren: Eine Zahl aus einem Stellenwertsystem zur Basis {\displaystyle x} wird in das Dezimalsystem umgewandelt, indem
- der Wert der ersten Ziffer als Anfangswert genommen wird
- danach schrittweise das Ergebnis aus dem vorigen Schritt mit {\displaystyle x} multipliziert und die nächste Ziffer addiert wird
- bis alle Ziffern aufgebraucht sind.

Am einfachsten schreibt man die Rechnung wieder in tabellarischer Form auf:
|    | 1 | 1 | 0 | 1  | 0  | 1  |
| 2) |   | 2 | 6 | 12 | 26 | 52 |
|    | 1 | 3 | 6 | 13 | 26 | 53 |

#### Kaskadiertes Horner-Schema
Der Nachteil des einstufigen Horner-Schemas besteht darin, dass Multiplikationen mit großen Faktoren nötig werden können (im obigen Beispiel 2 · 26 = 52). Um innerhalb des kleinen Einmaleins zu bleiben, wendet man das kaskadierte oder mehrstufige Horner-Schema an. Hier werden jedoch mehr Zwischenschritte benötigt.
Dabei wird nur der Einer für die Multiplikation herangezogen. Der Zehner wird wie ein Übertrag in die nächste Zeile unter den Einer geschrieben. Bei der 13 aus dem obigen Beispiel wird also die 3 unter die 12 geschrieben und die 1 unter die 3. Im nächsten Schritt wird nur 3 · 2 + 0 = 6 gerechnet (statt 13 · 2 + 0 = 26). Dieses Ergebnis wird ebenso behandelt; der Zehner ist hier 0. Die letzte Rechnung (6 · 2 + 1), ergibt wieder 13. Der Einer dieses Ergebnisses ist die letzte Ziffer des Endergebnisses.
|    | 1 | 1 | 0 | 1  | 0 | 1  |
| 2) |   | 2 | 6 | 12 | 6 | 12 |
|    | 1 | 3 | 6 | 3  | 6 | 3  |
|    |   | 0 | 0 | 1  | 0 | 1  |

Um die weiteren Ziffern zu berechnen, wird auf die in der letzten Zeile stehenden Zehner (00101) dasselbe Schema erneut angewandt. Dabei kann man die führenden Nullen vernachlässigen:
|    | 1 | 1 | 0 | 1  | 0 | 1  |
| 2) |   | 2 | 6 | 12 | 6 | 12 |
|    | 1 | 3 | 6 | 3  | 6 | 3  |
|    |   | 0 | 0 | 1  | 0 | 1  |
| 2) |   |   |   |    | 2 | 4  |
|    |   |   |   | 1  | 2 | 5  |
|    |   |   |   |    | 0 | 0  |

Da jetzt nur noch Nullen in der Übertragszeile stehen, ist das Verfahren beendet. Das Gesamtergebnis (53) liest man in der letzten Spalte der Einer von unten nach oben.

#### Senkrecht kaskadierende Schreibweise
Die Ziffern der Ausgangszahl werden zunächst senkrecht untereinander geschrieben. Links daneben wird eine senkrechte Linie gezogen. Unterhalb der letzten Ziffer eine waagerechte Linie, unter der am Ende das Ergebnis steht.
Zuerst wird die höchstwertige Ziffer (die erste 1) eine Zeile tiefer in die vorhergehende Spalte übertragen. Diese steht jetzt links neben der zweiten Ziffer (ebenfalls eine 1). Die linke Zahl wird mit der Zahlenbasis (hier 2) multipliziert, die rechte Zahl addiert (1 · 2 + 1). Vom Ergebnis (3) wird der Zehner eine Spalte weiter links geschrieben, der Einer eine Zeile tiefer.
Das gleiche Verfahren wird mit dem Einer des Ergebnisses (3) und der nächsten Ziffer (0) durchgeführt. Das Ergebnis (3 · 2 + 0 = 6) wird ebenso notiert wie das vorige Ergebnis.
Die dritte Rechnung lautet 6 · 2 + 1 = 13, danach ist 3 · 2 + 0 = 6 und schließlich wieder 6 · 2 + 1 = 13 zu berechnen. Wie in den vorherigen Schritten werden Einer und Zehner des Ergebnisses diagonal untereinander geschrieben.
Unter der waagerechten Linie steht jetzt die letzte Ziffer des Endergebnisses (3).
|  |  |  |  | 1   |
|  |  |  |  | 1   |
|  |  |  |  | 0   |
|  |  |  |  | 1   |
|  |  |  |  | 0   |
|  |  |  |  | 1   |
|  |  |  |  | (2) |

|  |  |  |   | 1   |
|  |  |  | 1 | 1   |
|  |  |  |   | 0   |
|  |  |  |   | 1   |
|  |  |  |   | 0   |
|  |  |  |   | 1   |
|  |  |  |   | (2) |

|  |  |   |   | 1   |
|  |  | 0 | 1 | 1   |
|  |  |   | 3 | 0   |
|  |  |   |   | 1   |
|  |  |   |   | 0   |
|  |  |   |   | 1   |
|  |  |   |   | (2) |

|  |  |   |   | 1   |
|  |  | 0 | 1 | 1   |
|  |  | 0 | 3 | 0   |
|  |  |   | 6 | 1   |
|  |  |   |   | 0   |
|  |  |   |   | 1   |
|  |  |   |   | (2) |

|  |  |   |   | 1   |
|  |  | 0 | 1 | 1   |
|  |  | 0 | 3 | 0   |
|  |  | 1 | 6 | 1   |
|  |  |   | 3 | 0   |
|  |  |   |   | 1   |
|  |  |   |   | (2) |

|  |  |   |   | 1   |
|  |  | 0 | 1 | 1   |
|  |  | 0 | 3 | 0   |
|  |  | 1 | 6 | 1   |
|  |  | 0 | 3 | 0   |
|  |  |   | 6 | 1   |
|  |  |   |   | (2) |

|  |  |   |   | 1   |
|  |  | 0 | 1 | 1   |
|  |  | 0 | 3 | 0   |
|  |  | 1 | 6 | 1   |
|  |  | 0 | 3 | 0   |
|  |  | 1 | 6 | 1   |
|  |  |   | 3 | (2) |

Zur Berechnung der weiteren Ziffern wird jetzt die führende Spalte mit den bisher unberücksichtigten Zehnern genauso behandelt wie die Ausgangszahl.
Die erste gültige Ziffer wird eine Zeile tiefer in die vorherige Spalte übertragen. Diese Zahl (1) wird mit der Basis (2) multipliziert und zum Produkt (2) die nächste Ziffer (0) addiert. Zehner und Einer des Ergebnisses (02) werden diagonal wie oben gezeigt in das Schema eingetragen.
Das Ergebnis der letzten Rechnung (2 · 2 + 1 = 05) wird ebenso eingetragen. Die Einer dieses Ergebnisses (5) sind die nächste Ziffer des Endergebnisses.
|  |  |   |   | 1   |
|  |  | 0 | 1 | 1   |
|  |  | 0 | 3 | 0   |
|  |  | 1 | 6 | 1   |
|  |  | 0 | 3 | 0   |
|  |  | 1 | 6 | 1   |
|  |  |   | 3 | (2) |

|  |   |   |   | 1   |
|  |   | 0 | 1 | 1   |
|  |   | 0 | 3 | 0   |
|  |   | 1 | 6 | 1   |
|  | 1 | 0 | 3 | 0   |
|  |   | 1 | 6 | 1   |
|  |   |   | 3 | (2) |

|   |   |   |   | 1   |
|   |   | 0 | 1 | 1   |
|   |   | 0 | 3 | 0   |
|   |   | 1 | 6 | 1   |
| 0 | 1 | 0 | 3 | 0   |
|   | 2 | 1 | 6 | 1   |
|   |   |   | 3 | (2) |

|   |   |   |   | 1   |
|   |   | 0 | 1 | 1   |
|   |   | 0 | 3 | 0   |
|   |   | 1 | 6 | 1   |
| 0 | 1 | 0 | 3 | 0   |
| 0 | 2 | 1 | 6 | 1   |
|   | 5 |   | 3 | (2) |

|   |   |   |   | 1   |
|   |   | 0 | 1 | 1   |
|   |   | 0 | 3 | 0   |
|   |   | 1 | 6 | 1   |
| 0 | 1 | 0 | 3 | 0   |
| 0 | 2 | 1 | 6 | 1   |
|   | 5 |   | 3 | (2) |

Da in der Zehnerspalte nur noch Nullen stehen, ist die Rechnung beendet. Das Endergebnis (53) lässt sich jetzt in der Ergebniszeile ablesen, diesmal sogar in der richtigen Reihenfolge.

#### Verfahren für die umgekehrte Richtung
Auf die umgekehrte Weise lässt sich eine Dezimalzahl in eine Zahl eines anderen Zahlensystems umrechnen. An Stelle einer fortgesetzten Multiplikation mit der Basis des anderen Zahlensystems tritt eine fortgesetzte Division durch diese Zahl. Die Ziffern der Zahl im anderen Zahlensystem ergeben sich von rechts nach links durch die Divisionsreste.
In der Tabellenschreibweise werden die Ziffern der Ausgangszahl untereinander geschrieben und für das Ergebnis wird eine waagerechte Linie gezogen. Die senkrechte Linie wird hier jedoch rechts der Ziffern gezogen. Zur Erinnerung kann die Zahlenbasis rechts unten notiert werden.
|  | 5 |     |
|  | 3 |     |
|  |   | (2) |

Die erste Ziffer, vermehrt um eine führende Null, (05) wird durch die Zahlenbasis (2) geteilt. Der Quotient (2) wird in die vorangehende Spalte geschrieben. Der Rest (1) in die Zeile darunter.
|  | 05 |     |
|  | 3  |     |
|  |    | (2) |

| 2 | 05 |     |
|   | 13 |     |
|   |    | (2) |

Dieser Rest bildet mit der nächsten Ziffer (3) eine neue zweistellige Zahl (13). Diese Zahl wird wiederum durch die Basis geteilt, das Ergebnis (6 Rest 1) wie oben diagonal in das Schema eingetragen.
| 2 | 05 |     |
|   | 13 |     |
|   |    | (2) |

| 2 | 05 |     |
| 6 | 13 |     |
|   | 1  | (2) |

Da jetzt alle Ziffern abgearbeitet sind, ist der Rest der letzten Rechnung (1) die letzte Ziffer des Endergebnisses.
Die nicht bearbeiteten Quotienten werden wie eine neue Dezimalzahl behandelt (26), auf die dasselbe Verfahren angewandt wird.
|  | 02 | 05 |     |
|  | 6  | 13 |     |
|  |    | 1  | (2) |

| 1 | 02 | 05 |     |
|   | 06 | 13 |     |
|   |    | 1  | (2) |

| 1 | 02 | 05 |     |
|   | 06 | 13 |     |
|   |    | 1  | (2) |

| 1 | 02 | 05 |     |
| 3 | 06 | 13 |     |
|   | 0  | 1  | (2) |

Die gewonnene Ziffer ist eine 0. In der Spalte der unbearbeiteten Quotienten steht jetzt eine 13.
|  | 01 | 02 | 05 |     |
|  | 3  | 06 | 13 |     |
|  |    | 0  | 1  | (2) |

| 0 | 01 | 02 | 05 |     |
|   | 13 | 06 | 13 |     |
|   |    | 0  | 1  | (2) |

| 0 | 01 | 02 | 05 |     |
|   | 13 | 06 | 13 |     |
|   |    | 0  | 1  | (2) |

| 0 | 01 | 02 | 05 |     |
| 6 | 13 | 06 | 13 |     |
|   | 1  | 0  | 1  | (2) |

Nach diesem Schritt steht in der Quotientenspalte eine 06. Die führende Null wird ignoriert, das Verfahren startet mit der 6.
|  | 0  | 01 | 02 | 05 |     |
|  | 06 | 13 | 06 | 13 |     |
|  |    | 1  | 0  | 1  | (2) |

|   | 0  | 01 | 02 | 05 |     |
| 3 | 06 | 13 | 06 | 13 |     |
|   | 0  | 1  | 0  | 1  | (2) |

Die jetzt noch zu behandelnde Zahl ist 3.
|  |    | 0  | 01 | 02 | 05 |     |
|  | 03 | 06 | 13 | 06 | 13 |     |
|  |    | 0  | 1  | 0  | 1  | (2) |

|   |    | 0  | 01 | 02 | 05 |     |
| 1 | 03 | 06 | 13 | 06 | 13 |     |
|   | 1  | 0  | 1  | 0  | 1  | (2) |

Jetzt ist nur noch eine 1 übrig.
|  |    |    | 0  | 01 | 02 | 05 |     |
|  | 01 | 03 | 06 | 13 | 06 | 13 |     |
|  |    | 1  | 0  | 1  | 0  | 1  | (2) |

|   |    |    | 0  | 01 | 02 | 05 |     |
| 0 | 01 | 03 | 06 | 13 | 06 | 13 |     |
|   | 1  | 1  | 0  | 1  | 0  | 1  | (2) |

|   |    |    | 0  | 01 | 02 | 05 |     |
| 0 | 01 | 03 | 06 | 13 | 06 | 13 |     |
|   | 1  | 1  | 0  | 1  | 0  | 1  | (2) |

Nach der letzten Rechnung steht in der Quotientenspalte eine 0. Das Verfahren ist damit abgeschlossen. In der Ergebniszeile steht die gesuchte Zahl in richtiger Reihenfolge.

### Polynomdivision

#### Polynomdivision mit linearem Divisor
Am folgenden Beispiel
{\displaystyle (x^{5}-4x^{4}+4x^{3}+3x^{2}-8x+4)\,:\,({x-2})}
wird zunächst die Polynomdivision mit einem linearen Divisor im Horner-Schema dargestellt.
Die Polynomdivision wird üblicherweise in einer schriftlichen Form durchgeführt.
{\displaystyle {\begin{matrix}{}&(1x^{5}&-4x^{4}&+4x^{3}&+3x^{2}&-8x&+4)&:&({1x-2})={1x^{4}-2x^{3}+0x^{2}+3x-2}\\-(&{\underline {1x^{5}}}&{\underline {-2x^{4}}})\\&&-2x^{4}\\&-(&{\underline {-2x^{4}}}&{\underline {+4x^{3}}})\\&&&0x^{3}\\&&-(&{\underline {0x^{3}}}&{\underline {-0x^{2}}})\\&&&&3x^{2}\\&&&-(&{\underline {3x^{2}}}&{\underline {-6x}})\\&&&&&-2x\\&&&&-(&{\underline {-2x}}&{\underline {+4}})\\&&&&&&0\\\end{matrix}}}
Lässt man nun die Potenzen von {\displaystyle x} weg, so erhält man folgende Darstellung:
| (  | 1  | −4 | 4  | 3  | −8 | 4 | ) | : | ( 1 | −2 | ) | = | 1 | −2 | 0 | 3 | −2 |
| −( | 1  | −2 | )  |    |    |   |   |   |     |    |   |   |   |    |   |   |    |
|    |    | −2 |    |    |    |   |   |   |     |    |   |   |   |    |   |   |    |
|    | −( | −2 | 4  | )  |    |   |   |   |     |    |   |   |   |    |   |   |    |
|    |    |    | 0  |    |    |   |   |   |     |    |   |   |   |    |   |   |    |
|    |    | −( | 0  | 0  | )  |   |   |   |     |    |   |   |   |    |   |   |    |
|    |    |    |    | 3  |    |   |   |   |     |    |   |   |   |    |   |   |    |
|    |    |    | −( | 3  | −6 | ) |   |   |     |    |   |   |   |    |   |   |    |
|    |    |    |    |    | −2 |   |   |   |     |    |   |   |   |    |   |   |    |
|    |    |    |    | −( | −2 | 4 | ) |   |     |    |   |   |   |    |   |   |    |
|    |    |    |    |    |    | 0 |   |   |     |    |   |   |   |    |   |   |    |

Verdichtet man nun dieses Schema auf drei Zeilen und übernimmt den ersten Koeffizienten des Dividenden in die dritte Zeile, so erhält man:
| ( | 1  | −4 | 4 | 3  | −8 | 4 | ) | : | ( 1 | −2 | ) |
|   | −2 | 4  | 0 | −6 | 4  | ) |   |   |     |    |   |
|   | 1  | −2 | 0 | 3  | −2 | 0 |   |   |     |    |   |

Wie man nun sieht, sind die doppelt unterstrichenen Werte der letzten Zeile die Koeffizienten des Ergebnispolynoms und der letzte Wert dahinter ist der Divisionsrest (hier Null).
Multipliziert man nun das Vorzeichen in die zweite Zeile, so erfolgt die Berechnung nach folgendem Ablauf:
| {\displaystyle {\,1}}               |                           |                           |                           | {\displaystyle {\,-4}}      |                           |                           |                           | {\displaystyle {\,4}}       |                           |                           |                           | {\displaystyle {\,3}}       |                           |                           |                           | {\displaystyle {\,-8}}      |                           |                           |                           | {\displaystyle {\,4}}       |
| {\displaystyle {\Bigg \downarrow }} |                           |                           |                           | {\displaystyle +}           |                           |                           |                           | {\displaystyle +}           |                           |                           |                           | {\displaystyle +}           |                           |                           |                           | {\displaystyle +}           |                           |                           |                           | {\displaystyle +}           |
| {\displaystyle {\Bigg \downarrow }} |                           |                           |                           | {\displaystyle \,2}         |                           |                           |                           | {\displaystyle \,-4}        |                           |                           |                           | {\displaystyle \,0}         |                           |                           |                           | {\displaystyle \,6}         |                           |                           |                           | {\displaystyle \,-4}        |
| {\displaystyle {\Bigg \downarrow }} |                           |                           | {\displaystyle \nearrow } | {\displaystyle \mid }       |                           |                           | {\displaystyle \nearrow } | {\displaystyle \mid }       |                           |                           | {\displaystyle \nearrow } | {\displaystyle \mid }       |                           |                           | {\displaystyle \nearrow } | {\displaystyle \mid }       |                           |                           | {\displaystyle \nearrow } | {\displaystyle \mid }       |
| {\displaystyle {\Bigg \downarrow }} |                           | {\displaystyle \cdot {2}} |                           | {\displaystyle {=}}         |                           | {\displaystyle \cdot {2}} |                           | {\displaystyle {=}}         |                           | {\displaystyle \cdot {2}} |                           | {\displaystyle {=}}         |                           | {\displaystyle \cdot {2}} |                           | {\displaystyle {=}}         |                           | {\displaystyle \cdot {2}} |                           | {\displaystyle {=}}         |
| {\displaystyle {\Bigg \downarrow }} | {\displaystyle \nearrow } |                           |                           | {\displaystyle \downarrow } | {\displaystyle \nearrow } |                           |                           | {\displaystyle \downarrow } | {\displaystyle \nearrow } |                           |                           | {\displaystyle \downarrow } | {\displaystyle \nearrow } |                           |                           | {\displaystyle \downarrow } | {\displaystyle \nearrow } |                           |                           | {\displaystyle \downarrow } |
| {\displaystyle {\,1}}               |                           |                           |                           | {\displaystyle {\,-2}}      |                           |                           |                           | {\displaystyle {\,0}}       |                           |                           |                           | {\displaystyle {\,3}}       |                           |                           |                           | {\displaystyle {\,-2}}      |                           |                           |                           | {\displaystyle {\,0}}       |

Vermerkt man nun noch den vorzeichengedrehten Wert des Absolutglieds des Divisors vor dem Schema, so bekommt man die allgemeine Darstellung des Horner-Schemas:
|    | 1 | −4 | 4  | 3 | −8 | 4  |
| 2) |   | 2  | −4 | 0 | 6  | −4 |
|    | 1 | −2 | 0  | 3 | −2 | 0  |

Das obige Beispiel kann nun in folgender Formel zusammengefasst werden:
Hat die Divisionsaufgabe:
{\displaystyle (a_{n}x^{n}+a_{n-1}x^{n-1}+\dotsb +a_{2}x^{2}+a_{1}x^{1}+a_{0}):(x+d)}
als Ergebnis
{\displaystyle e_{n-1}x^{n-1}+e_{n-2}x^{n-2}+\dotsb +e_{2}x^{2}+e_{1}x^{1}+e_{0},{\mbox{ mit dem Rest }}r}
so bestimmen sich die Koeffizienten nach folgender Vorschrift:
{\displaystyle {\begin{matrix}e_{n-1}&=&a_{n}\\e_{k}&=&a_{k+1}-d\cdot e_{k+1},&{\text{für }}k=n-2,n-3,\dotsc ,1,0\\r&=&a_{0}-d\cdot e_{0}\\\end{matrix}}}
Das Horner-Schema stellt sich dann wie folgt dar:
|                         | {\displaystyle \,a_{n}}   | {\displaystyle \,a_{n-1}}   | {\displaystyle \,a_{n-2}}   | {\displaystyle \dotso } | {\displaystyle \,a_{2}}   | {\displaystyle \,a_{1}}   | {\displaystyle \,a_{0}}   |
| {\displaystyle {-d\,})} |                           | {\displaystyle -d\,e_{n-1}} | {\displaystyle -d\,e_{n-2}} | {\displaystyle \dotso } | {\displaystyle -d\,e_{2}} | {\displaystyle -d\,e_{1}} | {\displaystyle -d\,e_{0}} |
|                         | {\displaystyle \,e_{n-1}} | {\displaystyle \,e_{n-2}}   | {\displaystyle \,e_{n-3}}   | {\displaystyle \dotso } | {\displaystyle \,e_{1}}   | {\displaystyle \,e_{o}}   | {\displaystyle \,r}       |

| Anmerkung: Mit diesem Ergebnis lässt sich die Berechnung von Funktionswerten eines Polynoms {\displaystyle P} an der Stelle {\displaystyle a} auch folgendermaßen herleiten: Betrachten wir die Division {\displaystyle P(x)} durch {\displaystyle {x-a}} {\displaystyle {\frac {P(x)}{(x-a)}}=E(x)+{\frac {r}{x-a}}} {\displaystyle \Rightarrow P(x)={(x-a)}E(x)+{r}} {\displaystyle \Rightarrow P(a)=0\cdot E(a)+{r}=r} |

#### Polynomdivision mit einem Divisor 2. Grades
Hat die Divisionsaufgabe:
{\displaystyle (a_{n}x^{n}+a_{n-1}x^{n-1}+\dotsb +a_{2}x^{2}+a_{1}x^{1}+a_{0}):(x^{2}+d_{1}x+d_{0})}
als Ergebnis
{\displaystyle e_{n-2}x^{n-2}+e_{n-3}x^{n-3}+\dotsb +e_{2}x^{2}+e_{1}x^{1}+e_{0},{\mbox{ mit dem Rest }}r_{1}x+r_{0},}
so bestimmen sich die Koeffizienten nach folgender Vorschrift:
{\displaystyle {\begin{matrix}e_{n-2}&=&a_{n}\\e_{n-3}&=&a_{n-1}-d_{1}\,e_{n-2}\\e_{k}&=&a_{k+2}-d_{1}\,e_{k+1}-d_{0}\,e_{k+2}&{\text{für }}k=n-4,n-5,\dotsc ,1,0\\r_{1}&=&a_{1}-d_{1}\,e_{0}-d_{0}\,e_{1}\\r_{0}&=&a_{0}-d_{0}\,e_{0}\\\end{matrix}}}
Das verallgemeinerte Horner-Schema stellt sich dann wie folgt dar:
|                             | {\displaystyle \,a_{n}}   | {\displaystyle \,a_{n-1}}       | {\displaystyle \,a_{n-2}}       | {\displaystyle \,a_{n-3}}       | {\displaystyle \dotso } | {\displaystyle \,a_{3}}       | {\displaystyle \,a_{2}}       | {\displaystyle \,a_{1}}       | {\displaystyle \,a_{0}}       |
| {\displaystyle {-d_{0}\,})} |                           |                                 | {\displaystyle -d_{0}\,e_{n-2}} | {\displaystyle -d_{0}\,e_{n-3}} | {\displaystyle \dotso } | {\displaystyle -d_{0}\,e_{3}} | {\displaystyle -d_{0}\,e_{2}} | {\displaystyle -d_{0}\,e_{1}} | {\displaystyle -d_{0}\,e_{0}} |
| {\displaystyle {-d_{1}\,})} |                           | {\displaystyle -d_{1}\,e_{n-2}} | {\displaystyle -d_{1}\,e_{n-3}} | {\displaystyle -d_{1}\,e_{n-4}} | {\displaystyle \dotso } | {\displaystyle -d_{1}\,e_{2}} | {\displaystyle -d_{1}\,e_{1}} | {\displaystyle -d_{1}\,e_{0}} |                               |
|                             | {\displaystyle \,e_{n-2}} | {\displaystyle \,e_{n-3}}       | {\displaystyle \,e_{n-4}}       | {\displaystyle \,e_{n-5}}       | {\displaystyle \dotso } | {\displaystyle \,e_{1}}       | {\displaystyle \,e_{0}}       | {\displaystyle \,r_{1}}       | {\displaystyle \,r_{0}}       |

##### Ein Beispiel
{\displaystyle (-6x^{6}+14x^{5}-8x^{4}-2x^{3}+8x-6)\,:\,(x^{2}-2x+1)}
Im Horner-Schema:
|     | −6 | 14  | −8 | −2 | 0  | 8  | −6 |
| −1) |    |     | 6  | −2 | −2 | 0  | 2  |
| 2)  |    | −12 | 4  | 4  | 0  | −4 |    |
|     | −6 | 2   | 2  | 0  | −2 | 4  | −4 |

Daraus ergibt sich:
{\displaystyle {\frac {(-6x^{6}+14x^{5}-8x^{4}-2x^{3}+8x-6)}{(x^{2}-2x+1)}}\,=\,-6x^{4}+2x^{3}+2x^{2}-2{\mbox{ Rest }}4x-4}

### Lineartransformation
In einigen Fällen, beispielsweise zur Verbesserung der Konvergenz beim Newton-Verfahren, kann es sehr hilfreich sein, ein Polynom {\displaystyle P} in ein Polynom {\displaystyle P_{a}}, {\displaystyle a} konstant, zu transformieren, so dass mit {\displaystyle x=a+y} gilt:
{\displaystyle P(x)=P(a+y)\;=\;P_{a}(y)=P_{a}(x-a)}
Eine solche Lineartransformation kann man durch Einsetzen von {\displaystyle a+y} anstelle von {\displaystyle x} und anschließendes Ausmultiplizieren erhalten. Wesentlich effizienter lässt sich diese Rechnung mit dem vollständigen Horner-Schema durchführen.
Betrachten wir das Polynom {\displaystyle P(x)=\sum _{i=0}^{n}a_{i}x^{i}} vom Grad {\displaystyle n}, welches wir nach Potenzen von {\displaystyle y=x-a} entwickeln wollen:
Hierzu dividieren wir das Polynom {\displaystyle P(x)} mittels des Horner-Schemas durch {\displaystyle (x-a)}. Wie oben gezeigt, können wir aus dem Schema das Polynom {\displaystyle E_{1}(x)} und den Rest {\displaystyle r_{0}} ablesen, so dass gilt:
{\displaystyle P(x)\;=E_{1}(x)(x-a)+r_{0}}
Nun wird die Division auf dem Ergebnis-Polynom {\displaystyle E_{1}(x)} durchgeführt, und wir erhalten {\displaystyle E_{2}} bzw. den Rest {\displaystyle r_{1}}:
{\displaystyle E_{1}(x)\;=E_{2}(x)(x-a)+r_{1}}
Nach {\displaystyle n} Divisionen erhält man:
{\displaystyle E_{n-1}(x)\;=E_{n}(x)(x-a)+r_{n-1}} mit {\displaystyle E_{n}(x)\;=a_{n}=:r_{n}}
Es folgt:
{\displaystyle {\begin{matrix}P(x)&=&E_{1}(x)(x-a)+r_{0}\\&=&\left(E_{2}(x)(x-a)+r_{1}\right)(x-a)+r_{0}\\&=&\left(\dotso \left(r_{n}(x-a)+r_{n-1}\right)(x-a)+\dotsb +r_{1}\right)(x-a)+r_{0}\\\end{matrix}}}
Mit {\displaystyle y=x-a} ist dann die Lineartransformation {\displaystyle P_{a}}
{\displaystyle {\begin{matrix}P_{a}(y)&=&\left(\dotso \left(r_{n}y+r_{n-1}\right)y+\dotsb +r_{1}\right)y+r_{0}\\&=&\sum _{i=0}^{n}r_{i}y^{i}\end{matrix}}}
D. h. die Reste bei der fortgesetzten Division mit dem Linearfaktor {\displaystyle (x-a)} bilden die Koeffizienten des transformierten Polynoms {\displaystyle P_{a}}.

#### Beispiel
Möchte man z. B. die Nullstelle des Polynoms {\displaystyle P(x)\,=\,x^{3}-2x-5} berechnen, so kann man leicht den Punkt {\displaystyle x=2} als erste Näherung raten. Für die weitere Berechnung ist es nun hilfreich, {\displaystyle P(x)} nach {\displaystyle x-2} zu entwickeln (siehe Newtonverfahren/„Methodus fluxionum et serierum infinitarum“). Gesucht ist also das Polynom {\displaystyle P_{2}(x)=P(2+x)}.
|    | 1 | 0 | −2 | −5 |
| 2) |   | 2 | 4  | 4  |
|    | 1 | 2 | 2  | −1 |
| 2) |   | 2 | 8  |    |
|    | 1 | 4 | 10 |    |
| 2) |   | 2 |    |    |
|    | 1 | 6 |    |    |

Das gesuchte Polynom ist also {\displaystyle P_{2}(x)\,=\,x^{3}+6x^{2}+10x-1}.

### Berechnung der Ableitung
Eine weitere Eigenschaft des Horner-Schemas ist, dass man recht schnell die erste Ableitung an der Stelle {\displaystyle x_{0}} berechnen kann.
Betrachten wir die Division
{\displaystyle {\frac {P(x)}{(x-x_{0})}}}
mit dem Ergebnis
{\displaystyle P_{e}(x)+{\frac {r}{(x-x_{0})}},}
welches wir aus dem Horner-Schema ablesen können. Weiter oben konnte man auch sehen, dass
{\displaystyle r=P(x_{0})}
ist.
Es gilt also:
{\displaystyle {\frac {P(x)}{(x-x_{0})}}=P_{e}(x)+{\frac {P(x_{0})}{(x-x_{0})}}}
{\displaystyle \Rightarrow \;{\frac {P(x)-P(x_{0})}{(x-x_{0})}}=P_{e}(x)}
Die Ableitung {\displaystyle P^{\prime }(x)} lässt sich mit dem Differenzenquotienten berechnen. Es gilt:
{\displaystyle P^{\prime }(x_{0})={\frac {\mathrm {d} P(x_{0})}{\mathrm {d} x}}=\lim _{x\rightarrow x_{0}}{\frac {P(x)-P(x_{0})}{(x-x_{0})}}}
Daraus folgt:
{\displaystyle P^{\prime }(x_{0})=P_{e}(x_{0})}
D. h. die Zahlen in der dritten Zeile des Horner-Schemas bilden die Koeffizienten für {\displaystyle P_{e}(x_{0})}. Durch nochmalige Anwendung des Horner-Schemas kann dann schließlich der Wert der Ableitung {\displaystyle P^{\prime }(x_{0})} berechnet werden.

#### Beispiel
Betrachten wir das Polynom {\displaystyle P(x)=x^{5}-4x^{4}+4x^{3}+3x^{2}-8x+4} an der Stelle x=2
|    | 1 | −4 | 4  | 3 | −8 | 4  |
| 2) |   | 2  | −4 | 0 | 6  | −4 |
|    | 1 | −2 | 0  | 3 | −2 | 0  |
| 2) |   | 2  | 0  | 0 | 6  |    |
|    | 1 | 0  | 0  | 3 | 4  |    |

Aus dem Schema kann man nun ablesen: {\displaystyle P(2)\,=\,0} und {\displaystyle P^{\prime }(2)\,=4}

##### Probe
{\displaystyle P^{\prime }(x)=5x^{4}-16x^{3}+12x^{2}+6x-8}
Aus dem Horner-Schema
|    | 5 | −16 | 12  | 6 | −8 |
| 2) |   | 10  | −12 | 0 | 12 |
|    | 5 | −6  | 0   | 6 | 4  |

folgt {\displaystyle P^{\prime }(2)\,=4}.

#### Mehrfache Ableitungen
Auch die Werte der weiteren Ableitungen lassen sich aus dem Horner-Schema ablesen. Sei
{\displaystyle P(x)=\sum _{i=0}^{n}a_{i}x^{i}} und {\displaystyle P_{a}(y)=\sum _{i=0}^{n}r_{i}y^{i}}, mit {\displaystyle x=a+y}
das Polynom, welches wir aus dem vollständigen Horner-Schema ablesen können (siehe oben), so ist
{\displaystyle P^{(k)}(a)=P^{(k)}(a+0)=P_{a}^{(k)}(0)=k!\,r_{k}}

### Nullstellenbestimmung
Das Horner-Schema lässt sich in verschiedenen numerischen Verfahren zur Nullstellenbestimmung von Polynomen einsetzen.
Hat man z. B. eine Nullstelle „erraten“, so kann man, wie oben gezeigt wurde, schnell überprüfen, ob die Vermutung stimmt.
Um das „Erraten“ der Nullstelle in manchen einfachen Aufgaben zu verkürzen, kann man den Satz über rationale Nullstellen verwenden. Aus diesem folgt, dass eine ganzzahlige Nullstelle ein Teiler von {\displaystyle b_{0}} ist. Sollte ein Faktor vor der höchsten Potenz von {\displaystyle x} stehen (z. B. 3 bei: {\displaystyle 3x^{3}-18x^{2}-3x+18=0}), so sind auch die Teiler von {\displaystyle b_{0}} und am besten die gesamte Funktion durch diesen zu teilen (→ {\displaystyle x^{3}-6x^{2}-x+6=0}).
Beispiel: Man betrachte {\displaystyle x^{3}-6x^{2}-x+6=0} mit {\displaystyle b_{0}=6}. Die möglichen Teiler von 6 und damit Kandidaten für Nullstellen sind 1, 2, 3, 6, und auch −1, −2, −3, −6. Mit dem Hornerschema kann man nun die Funktionswerte an diesen Stellen berechnen und so die tatsächlichen Nullstellen bestimmen. Als Nullstellen erhält man dann −1, +1, +6. Hat man eine Nullstelle bestimmt, kann man mit dem Hornerschema zudem, wie weiter oben erläutert, auch einen Linearfaktor abspalten.
Ein weiteres Einsatzgebiet ist das newtonsche Näherungsverfahren. Für das Newton-Verfahren benötigt man in jedem Iterations-Schritt {\displaystyle P(x_{n})} und {\displaystyle P'(x_{n})}. Diese Werte lassen sich, wie oben beschrieben, recht schnell mit dem Horner-Schema berechnen.

## Geschichte
William George Horner war nicht der erste, der dieses Verfahren entdeckte. Er hatte es vor allem De Morgan zu verdanken, dass das Verfahren unter seinem Namen bekannt wurde. Paolo Ruffini veröffentlichte 15 Jahre vor Horner bereits ein entsprechendes Verfahren; es wird in Spanien daher auch als regla de Ruffini bezeichnet. Erste bekannte Beschreibungen des Verfahrens reichen bis ins 11. Jahrhunderts zurück (Jia Xian in China und as-Samaw'al im Nahen Osten). Der Chinese Zhu Shijie beschrieb 1303 in seinem Buch Siyuan yujian eine Umwandlungsmethode zur Lösung von Gleichungen, die er fan fa nannte. Auch die Araber verwendeten die Methode (as-Samawal, Sharaf al-Din al-Tusi).